# César Oudin
César Oudin (* um 1560 in der Champagne; † 1. Oktober 1625 in Paris) war offizieller Hofdolmetscher für den französischen König Heinrich IV. und Übersetzer, der u. a. die erste französische Übersetzung von Don Quijote anfertigte.

## Leben
César Oudin war der Sohn eines Grand-Prêvot. Er wurde am Hof Heinrichs IV. erzogen, als dieser noch ausschließlich König von Navarra war. Aufgrund seiner Kenntnisse der wichtigsten europäischen Sprachen kam er in die nähere Umgebung dieses Fürsten. Er wurde als Dolmetscher für die italienische, spanische und deutsche Sprache am Hofe des französischen Königs beauftragt. Zusätzlich zu seiner sprachmittlerischen Tätigkeit erfüllte er im Auftrag des Königs diverse Handelsmissionen im Ausland, die ihn u. a. nach Deutschland führten. Als Anerkennung seiner Dienste betraute Heinrich IV. ihn am 11. Februar des Jahres 1597 mit dem Amt eines Secrétaire et Interprète des langues étrangères. Seinem Amt als offizieller Hofdolmetscher für die genannten Sprachen entsprechend war Oudins Leben insbesondere den langues vulgaires […], ayans vn mesme origine, comme sont l’Italienne, Espagnolle et Françoise gewidmet.

## Beruf
Der Hofdolmetscher übersetzte auch Schriften aus dem Ausland und publizierte Bücher, die Frankophonen bei dem Erlernen der Sprachen halfen. 1607 publizierte er das  Spanisch-Französische Wörterbuch des 17. Jahrhunderts: Tesoro de las lenguas francesa y española, das bis 1675 immer wieder neue Auflagen erfuhr. Sein zweites Wörterbuch Thrésor des trois langues, espagnole, françoise et italienne wurde im Jahre 1609 veröffentlicht und die Grammaire italienne mise et expliquée en François im Jahre 1610. Trotzdem waren es seine spanischen Sprachlehrwerke, die ihn im 16. und 17. Jahrhundert bekannt machten.  Oudin verfasste auch eine Übersetzung des Don Quijote, die erst nach seinem Tod 1639 in Paris erschien.

## DieGrammaire et observations de la langue Espagnolle
1597 erschien mit César Oudins Grammaire et observations de la langue Espagnolle recueillies & mises en François die zweite spanische Grammatik für Frankophone in der Geschichte. Diese Grammatik gilt als ein Fenster, durch welches man die Entwicklung des Spanischen und dessen linguistische Situation in Europa am Ende des 16. Jahrhunderts sehen kann. Interessant ist die Behandlung des Themas des Fremdsprachenerwerbs und das Verhältnis zum lateinischen grammatikalischen System, weil man zu jener Zeit noch keine unabhängige spanische Form geschaffen hatte, um die spanische Sprache zu beschreiben. Durch sie sehen wir mehrere Beispiele der alten Grammatik des Spanischen klar beschrieben und ins Französische übersetzt, damit man sich der Bedeutung sicher sein kann. Sie dient als eine Vergleichsmöglichkeit zum Altspanischen und zeigt auch, wie man das lateinische grammatikalische System als eine Krücke gebrauchte, um daran lateinische Dialekte festzumachen.

## Werke
- Grammaire et observations de la langue Espagnolle recueilles & mises en François. Neuausgabe der 2. Auflage, Paris 1604. Georg Olms Verlag, Hildesheim 2004.
- Tesoro de las dos lenguas española y francesa. Tresor des deux langues françoise et espagnolle. Hrsg. von Marc Zuili. 2 Bände. Honoré Champion, Paris 2016.